# Carlos Borja
Carlos Borja Morca (23. května 1913 Guadalajara, Mexiko - 25. listopadu 1982 tamtéž) byl mexický basketbalista. Člen týmu, který v roce 1936 na olympijských hrách v Berlíně vybojoval bronzové medaile. V turnaji nastoupil v šesti zápasech.